# 338 a.C.

## Eventos
- Lúcio Fúrio Camilo e Caio Mênio Públio, cônsules romanos.
- Fim da Segunda Guerra Latina com vitória romana.
- 2 de Agosto - Filipe II da Macedônia, pai de Alexandre, o Grande, dizima as forças de Atenas e Tebas na batalha de Queroneia.
- Inicio do reinado de Ágis III rei de Esparta de 338 a.C. a 331 a.C.